# 材木町站 (岐阜縣)
材木町站（日语：／ Zaimokuchō eki */?）是位於岐阜縣岐阜市上大久和町，名古屋鐵道岐阜市內線本線（長良線）的電車站（廢站）。站名取自附近地名材木町。

## 歷史
岐阜市內線本線在1915年全線開通（岐阜站前站至長良北町站）時，此站還未啟用。一直至戰後的1948才啟用。後來由於汽車開始普及，使岐阜市內線的客量與業績不理想。隨著於1988年舉行岐阜中部未來博，為了避免阻礙市內的交通，把包含此站在內的徹明町站至長良北町站之間區間被廢除。而此站也同時被廢除。
- 約1948年（昭和23年） - 電車站啟用[4]。不計算電車站合併和改名，此站是岐阜市內線本線中最後一座新電車站。
- 1988年（昭和63年）6月1日 - 岐阜市內線徹明町站至長良北町站之間廢除，此站也同時廢除[4]。

## 電車站構造
截至電車站廢除前，此站是地面車站，設有2面2線的相對式月台。電車站是建於在混合路權軌道上。此站沒有站房。

### 配線圖
| ← 長良北町方向  | 材木町站 站內配線略圖 | → 徹明町方向 |
| 图例 参考文献： |                       |              |

## 其他
- 岐阜市內線本線本町站至材木町站至長良橋站之間，共有4處急彎（半徑為40至60米）。因此大型電車不能駛入該區間。直至在1967年（昭和42年）開始使用Mo550形（日语：北陸鉄道モハ2000形電車）前，長久以來都是使用木造兩軸車。
- 車站周邊受岐阜空襲（日语：岐阜空襲）的損傷比較少，周邊仍然保留戰前的風貌。因此，車站周邊的道路也比較狹窄，成為了岐阜市內線中最狹窄的區間[6]。為此，考慮到岐阜市內線本線的雙線設計，該處的道路有著單向通行的規制。雖然岐阜市內線已經廢除，路軌已經撒走，但是現時還有這個道路規制。

## 相鄰電車站
名古屋鐵道
岐阜市內線
本町－材木町－公園前

## 注腳
1. ↑  . 鄉土出版社. 1997: 31. ISBN 4-87670-097-4.
2. ↑  . 鄉土出版社. 1997: 23–25. ISBN 4-87670-097-4 （日语）.
3. ↑  名古屋鉄道広報宣伝部（編）. . 名古屋鐵道. 1994: 571 （日语）.
4. 1 2  . 鄉土出版社. 1997: 218–230. ISBN 4-87670-097-4 （日语）.
5. ↑  電氣車研究會，《鐵道畫刊》通卷第473號 1986年12月 臨時增刊号 「特集 - 名古屋鐵道」，附圖「名古屋鐵道路線略圖」
6. ↑  . 鄉土出版社. 1997: 157. ISBN 4-87670-097-4 （日语）.